# Helmut Hofer-Gruber

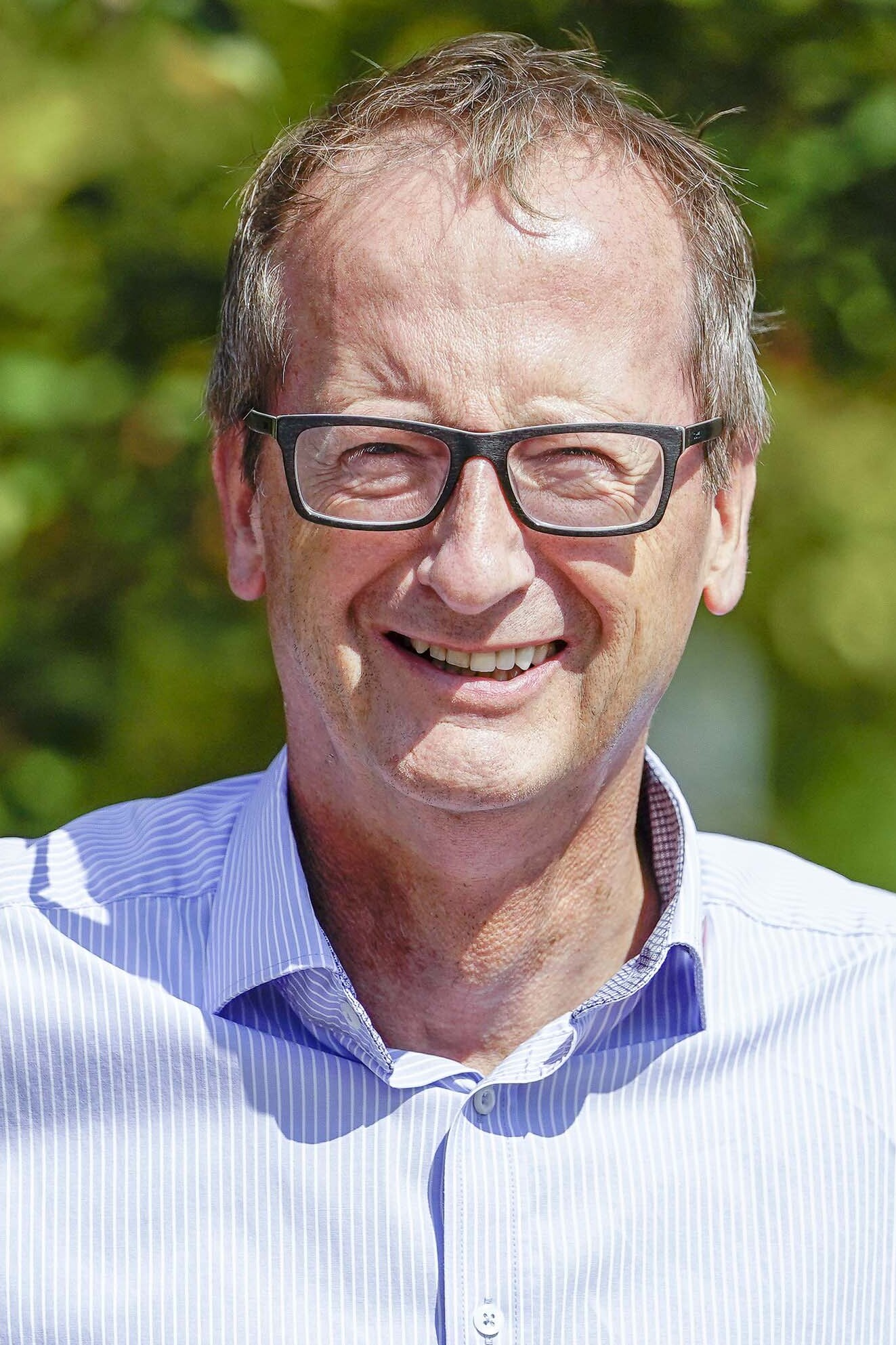
Helmut Hofer-Gruber, 2018

Helmut Hofer-Gruber (* 26. November 1959 in Wien) ist ein österreichischer Unternehmensberater und Abgeordneter der NEOS im Landtag von Niederösterreich.

## Werdegang
Hofer-Gruber maturierte am Bundesrealgymnasium IV in Wien und studierte Handelswissenschaften an der Wirtschaftsuniversität Wien. Als selbstständiger Unternehmensberater und Interims-Manager besetzte er verschiedene Positionen in der Privatwirtschaft.
Seit 2015 ist er Mitglied des Gemeinderates in Baden bei Wien und seit 2018 Abgeordneter im niederösterreichischen Landtag. Er ist stellvertretender Landessprecher der NEOS Niederösterreich.